# Палата представителей Боснии и Герцеговины
Палата представителей Боснии и Герцеговины (босн. Predstavnički dom Bosne i Hercegovine, хорв. Zastupnički dom Bosne i Hercegovine, серб. Представнички дом Босне и Херцеговине) — нижняя палата Парламентской ассамблеи Боснии и Герцеговины.
Палата состоит из 42 членов, которые избираются по партийным спискам: 28 членов избираются от Федерации Боснии и Герцеговины и 14 — от Республики Сербской. Представители избираются сроком на четыре года. 
Выборы в нынешний состав Палаты представителей состоялись 2 октября 2022 года.

## Избирательная система
Палата представителей избирается на основе пропорционального представительства по партийным спискам с использованием открытых списков. На первых двух выборах представители избирались по общенациональным спискам, однако с 2000 года было введено местное представительство.
В каждом из восьми избирательных округах, известных как избирательные единицы, избираются от трёх до шести представителей, что составляет в общей сложности 30 человек. Для обеспечения пропорциональности ещё 12 представителей избираются по общим спискам каждого образования (энтитета): 7 членов от Федерации Боснии и Герцеговины и 5 — от Республики Сербской. Если партия получает право на один из мандатов в масштабах всего образования, он предоставляется кандидату от партии, который набрал наибольшее количество голосов, но не был избран в своём избирательном округе.

## Текущий состав
| Партия | Партия | Число представителей | Энтитет |
| ------ | --- | -------------------- | ------- |
|        | Партия демократического действия (ПДД) Stranka demokratske akcije (SDA)                                                        | 8                    | ФБиГ    |
|        | Союз независимых социал-демократов (СНСД) Savez nezavisnih socijaldemokrata (SNSD)                                             | 6                    | РС      |
|        | Социал-демократическая партия Боснии и Герцеговины (СДП БиГ) Socijaldemokratska partija Bosne i Hercegovine (SDP BiH)          | 5                    | ФБиГ    |
|        | Хорватское демократическое содружество Боснии и Герцеговины (ХДС БиГ) Socijaldemokratska partija Bosne i Hercegovine (SDP BiH) | 4                    | ФБиГ    |
|        | Демократический фронт—Гражданский союз (ДФ—ГС) Demokratska fronta—Građanski savez (DF—GS)                                      | 3                    | ФБиГ    |
|        | Народ и справедливость (НиС) Narod i Pravda (NiP)                                                                              | 3                    | ФБиГ    |
|        | Сербская демократическая партия (СДП) Srpska demokratska stranka (SDS)                                                         | 2                    | РС      |
|        | Партия демократического прогресса (ПДП) Partija demokratskog progresa (PDP)                                                    | 2                    | РС      |
|        | Наша партия (НП) Naša stranka (NS)                                                                                             | 2                    | ФБиГ    |
|        | Народный европейский союз Боснии и Герцеговины (НЕС) Narodni evropski savez Bosne i Hercegovine (NES)                          | 2                    | ФБиГ    |
|        | За справедливость и порядок (ЗСП) Za Pravdu i Red (ZPR)                                                                        | 1                    | РС      |
|        | Демократический союз (ДС) Demokratski savez (DEMOS)                                                                            | 1                    | РС      |
|        | Объединённая Сербская (ОС) Ujedinjena Srpska (US)                                                                              | 1                    | РС      |
|        | Боснийско-герцеговинская инициатива (БГИ) Bosanskohercegovačka Inicijativa (BHI)                                               | 1                    | ФБиГ    |
|        | Вперёд, Босния и Герцеговина! (ВБиГ) Naprijed Bosna i Hercegovina! (NPD)                                                       | 1                    | ФБиГ    |

1. 1 2  По результатам выборов 2 октября 2022 года Партия демократического действия получила 9 мест в Палате представителей. Однако 3 января 2024 года Шемсудин Мехмедович[босн.], будучи членом Палаты представителей, покинул ПДД, организовав свою собстенную партию — «Вперёд, Босния и Герцеговина!»[3].